# Seznam premiérů Kamerunu
Toto je seznam premiérů Kamerunu od roku 1960, kdy vyhlásil nezávislost na Francii až dosud.
Současným premiérem je od 4. ledna 2019 Joseph Ngute.

## Seznam předsedů vlád
Strany
| P.                                                | Portrét              | Jméno (Narození–úmrtí)             | Funkční období v úřadu | Funkční období v úřadu                  | Funkční období v úřadu | Strana               | Prezident            |
| P.                                                | Portrét              | Jméno (Narození–úmrtí)             | Nástup                 | Odchod                                  | Délka                  | Strana               | Prezident            |
| Kamerunská republika                              | Kamerunská republika | Kamerunská republika               | Kamerunská republika   | Kamerunská republika                    | Kamerunská republika   | Kamerunská republika | Kamerunská republika |
| ------------------------------------------------- | -------------------- | ---------------------------------- | ---------------------- | --------------------------------------- | ---------------------- | -------------------- | -------------------- |
| 1.                                                |                      | Ahmadou Ahidjo (1924–1989)         | 1. ledna 1960          | 5. května 1960                          | 125 dní                | UC                   | žádný                |
| 2.                                                |                      | Charles Assalé (1911–1999)         | 15. května 1960        | 1. října 1961                           | 1 rok, 139 dní         | UC                   | Ahidjo               |
| Federativní republika Kamerun                     |                      |                                    |                        |                                         |                        |                      |                      |
| Východní Kamerun                                  |                      |                                    |                        |                                         |                        |                      |                      |
| (2)                                               |                      | Charles Assalé (1911–1999)         | 1. října 1961          | 19. červen 1965                         | 3 roky, 261 dní        | UC                   | Ahidjo               |
| 3.                                                |                      | Vincent de Paul Ahanda (1918–1975) | 19. června 1965        | 20. listopadu 1965                      | 154 dní                | UC                   | Ahidjo               |
| 4.                                                |                      | Simon Pierre Tchoungui (1916–1997) | 20. listopadu 1965     | 1. září 1966                            | 6 let, 195 dní         | UC                   | Ahidjo               |
| (4.)                                              | 1. září 1966         | Simon Pierre Tchoungui (1916–1997) | 2. června 1972         | UNC                                     | 6 let, 195 dní         |                      | Ahidjo               |
| Západní Kamerun                                   |                      |                                    |                        |                                         |                        |                      |                      |
| 1.                                                |                      | John Ngu Foncha (1916–1999)        | 1. října 1961          | 13. května 1965                         | 3 roky, 224 dní        | KNDP                 | Ahidjo               |
| 2.                                                |                      | Augustine Ngom Jua (1929–1977)     | 13. května 1965        | 1. září 1966                            | 2 roky, 243 dní        | KNDP                 | Ahidjo               |
| (2.)                                              | 1. září 1966         | Augustine Ngom Jua (1929–1977)     | 11. ledna 1968         | UNC                                     | 2 roky, 243 dní        |                      | Ahidjo               |
| 3.                                                |                      | Salomon Tandeng Muna (1912–2002)   | 11. ledna 1968         | 2. června 1972                          | 4 roky, 143 dní        | UNC                  | Ahidjo               |
| Kamerunská sjednocená republika                   |                      |                                    |                        |                                         |                        |                      |                      |
| Pozice zrušena (2. června 1972 – 30. června 1975) |                      |                                    |                        |                                         |                        |                      |                      |
| 5.                                                |                      | Paul Biya (nar. 1933)              | 30. června 1975        | 6. listopadu 1982 (stal se prezidentem) | 7 let, 129 dní         | UNC                  | Ahidjo               |
| 6.                                                |                      | Bello Bouba Maigari (nar. 1947)    | 6. listopadu 1982      | 22. srpna 1983                          | 289 dní                | UNC                  | Biya                 |
| 7.                                                |                      | Luc Ayang (nar. 1947)              | 22. srpna 1983         | 25. ledna 1984                          | 156 dní                | UNC                  | Biya                 |
| Kamerunská republika                              |                      |                                    |                        |                                         |                        |                      |                      |
| Pozice zrušena (25. ledna 1984 – 26. dubna 1991)  |                      |                                    |                        |                                         |                        |                      |                      |
| 8.                                                |                      | Sadou Hayatou (1942–2019)          | 26. dubna 1991         | 9. dubna 1992                           | 349 dní                | RDPC                 | Biya                 |
| 9.                                                |                      | Simon Achidi Achu (1934–2021)      | 9. dubna 1992          | 19. září 1996                           | 4 roky, 163 dní        | RDPC                 | Biya                 |
| 10.                                               |                      | Peter Mafany Musonge (nar. 1942)   | 19. září 1996          | 8. prosince 2004                        | 8 let, 80 dní          | RDPC                 | Biya                 |
| 11.                                               |                      | Ephraïm Inoni (nar. 1947)          | 8. prosince 2004       | 30. června 2009                         | 4 roky, 204 dní        | RDPC                 | Biya                 |
| 12.                                               |                      | Philémon Yang (nar. 1947)          | 30. června 2009        | 4. ledna 2019                           | 9 let, 188 dní         | RDPC                 | Biya                 |
| 13.                                               |                      | Joseph Ngute (nar. 1954)           | 4. ledna 2019          | Úřadující                               | 4 roky, 90 dní         | RDPC                 | Biya                 |